# اوتو نول
اوتو نول (آلمانی: Otto Noll; ۲۴ ژوئیهٔ ۱۸۸۲ – ۱۹۲۲) بازیکن فوتبال اهل اتریش بود.
وی همچنین در تیم ملی فوتبال اتریش بازی کرده‌است.